# Ziemia Lidzka (1935)
«Земля Лидская» — региональный краеведческий ежемесячник. Издавалась с апреля 1935 по август 1939 года в Лиде на польском языке.

## История
В журнале публикуются десятки оригинальных статей по географии, истории, этнографии Лидчины, судьбам людей, связанных с регионом. Было рассказано об этнографических особенностях, местном быте и народных традициях. Воспоминания Владимира Ивановича Нарбута о жизни жителей Лиды в середине XIX века. Значительное место занимали работы по истории освободительного движения в войнах XVIII-XIX веков, о ноябрьском (1831) и январском (1863) восстаниях, о событиях 1812 года, о польско-советской войне (1919-21) . Здесь впервые публикуется известная статья Ю. Голубовича «Крепости и курганы Лидской земли». Освещались экономические вопросы, широко использовались архивные и рукописные материалы.
В издании «Земля Лидская» публиковались статьи о многих людях: лидском городничем и основателе Мирского замка Юрии Ивановиче Ильиниче, археологе Вандалине Александровиче Шукевиче, ботанике и зоологе Станиславе Бонифацы Юндзилее, враче Н. Черноцком, сотрудниках Лидского PR и других.
В библиографический раздел вошли рецензии, рефераты, рецензии, рецензии на новые книги и периодические издания.
Публикации обычно сопровождались иллюстрациями. На последней странице была реклама.
Общий монтаж осуществил Владислав Абрамович. Выпущено 35 номеров.
В 1990 году в Лиде начало выходить историко-краеведческое издание «Земя Лидзка», редакция которого заявляет о продолжении традиций довоенного журнала. К 2007 году вышло около 80 номеров этого издания.